# Rhesala nyasica
Rhesala nyasica är en fjärilsart som beskrevs av George Francis Hampson 1926. Rhesala nyasica ingår i släktet Rhesala och familjen nattflyn. Inga underarter finns listade.